# روبرت دوفال
روبرت دوفال (بالإنجليزية: Robert Duvall)‏ (5 يناير 1931 -)، ممثل ومخرج أمريكي. سبق له الفوز بجائزة الأوسكار، وجائزتي إيمي، وأربع جوائز غولدن غلوب , ظهر في العديد من الأفلام طوال مسيرته السينمائية منها العراب والقيامة الآن وشبكة.
له مشهد خالد في فيلم القيامة الآن حين يقف في ساحة الحرب الفيتنامية مستمتعا بالقصف والقتال من حوله ويقول معلقا: «أحب رائحة النابالم في الصباح.... إنها تذكرني بالنصر».

## مسيرته
كان لافتا في الأدوار الصغيرة في الستينات: سائق التاكسي في الفيلم البوليسي الكلاسيكي بوليت لبيتر ياتس، والشخصية المثيرة للشبهات في الدراما الاجتماعية لقتل طائر مغرد لروبرت موليغان، وابن البلدة المثير للمتاعب في المطاردة لآرثر بن، ورئيس زمرة القتلة في فيلم الوسترن جرأة حقيقية .
حين كبرت أدواره كان للمخرج فرانسيس فورد كوبولا يد في ذلك. فقد منحه دورا رئيسيا في الجزء الأول و الثاني العراب لاعبا دور المحامي ابن عائلة كورليوني بالتبني. وبعد هذا الدور وطوال السبعينات والثمانينات وإلى اليوم، انتقل كأي ممثل محترف بين الأدوار الأولى والأدوار الثانية وتميز بقدرته على تجسيد الشخصية.

## أفلامه الخاصة
أخرج ثلاثة أفلام تنتمي إلى شخصيته وطلاقته في استحواذ الاهتمام. سنة 1983 أخرج «أنجيلو حبي» وسنة 1997 أخرج «المصلح» ثم سنة 2002 أنجز «تانغو الاغتيال»، وفي كل منها كتب السيناريو وأدى البطولة وعالج شأنا اجتماعيا: حياة الغجر في الأول، المبشر الديني الهارب من العدالة في الثاني، والقاتل المحترف الواقع في حب المرأة التي جاء يقتل زوجها في الثالث.

## الجوائز
- جائزة الأوسكار
  - 1983 أفضل ممثل عن فيلم Tender Mercies
- جائزة الأكاديمية البريطانية لفنون الفيلم والتلفزيون
  - 1980 أفضل ممثل مساند عن فيلم Apocalypse Now
- جائزة الغولدن غلوب
  - 1980 أفضل ممثل مساند عن فيلم Apocalypse Now
  - 1984 أفضل ممثل في فيلم درامي عن فيلم Tender Mercies
  - 1990 أفضل ممثل في مسلسل قصير أو فيلم تلفزيوني عن فيلم Lonesome Dove
  - 1993 أفضل ممثل في مسلسل قصير أو فيلم تلفزيوني عن فيلم Stalin
- جائزة الأيمي
  - 2007 أفضل ممثل في مسلسل قصير أو فيلم عن فيلم Broken Trail
- جائزة نقابة ممثلي الشاشة
  - 1998 أفضل ممثل عن فيلم A Civil Action

## روابط خارجية
- روبرت دوفال على موقع IMDb (الإنجليزية)
- روبرت دوفال على موقع الموسوعة البريطانية (الإنجليزية)
- روبرت دوفال على موقع روتن توميتوز (الإنجليزية)
- روبرت دوفال على موقع مونزينجر (الألمانية)
- روبرت دوفال على موقع ألو سيني (الفرنسية)
- روبرت دوفال على موقع ميوزك برينز (الإنجليزية)
- روبرت دوفال على موقع تيرنر كلاسيك موفيز (الإنجليزية)
- روبرت دوفال على موقع أول موفي (الإنجليزية)
- روبرت دوفال على موقع بوكس أوفيس موجو (الإنجليزية)
- روبرت دوفال على موقع قاعدة بيانات برودواي على الإنترنت (الإنجليزية)